# Степаньковский сельсовет (Лотошинский район)
Степаньковский сельсовет — упразднённая административно-территориальная единица, существовавшая на территории Московской губернии и Московской области до 1951 года.
Степаньковский сельсовет был образован в первые годы советской власти. По данным 1921 года он входил в состав Ошейкинской волости Волоколамского уезда Московской губернии.
По данным 1926 года в состав сельсовета входили 2 населённых пункта — Степаньково и Пановка.
В 1929 году Степаньковский с/с был отнесён к Лотошинскому району Московского округа Московской области. При этом к нему был присоединён Глазковский с/с.
17 июля 1939 года к Степаньковскому с/с был присоединён Покровский с/с.
28 декабря 1951 года Степаньковский с/с был упразднён. При этом селение Глазково было передано в Ошейкинский сельсовет, а остальные населённые пункты — в Клусовский с/с.